# Dommartemont
Dommartemont – miejscowość i gmina we Francji, w regionie Grand Est, w departamencie Meurthe i Mozela.
Według danych na rok 1990 gminę zamieszkiwało 695 osób, a gęstość zaludnienia wynosiła 527 osób/km² (wśród 2335 gmin Lotaryngii Dommartemont plasuje się na 487. miejscu pod względem liczby ludności, natomiast pod względem powierzchni na miejscu 1247.).